# هربرت سيمز
هربرت سيمز (بالإنجليزية: Herbert Sims)‏ (15 مارس 1853 - 5 أكتوبر 1885) هو لاعب كريكت بريطاني (وحمل سابقاً جنسية المملكة المتحدة لبريطانيا العظمى وأيرلندا).